# OE 36
OE 36 är en segelbåt konstruerad 1968 av Olle Enderlein (1917-1993). Skrovformen är typisk för 1970-talet, med en markerad bredd på mitten, smala ändskepp, halvlång köl och en skädda framför rodret. Flertalet av båtarna byggdes som självbyggen vid Sundsörs Båtbyggeri AB i Oxelösund.

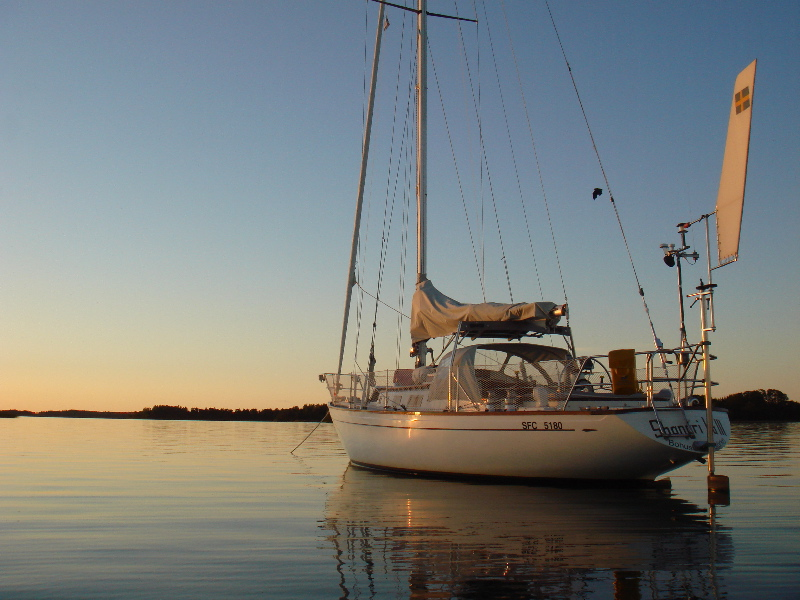
OE 36, konstruerad av Olle Enderlein.